# Jo Dunkley
Joanna Dunkley est une astrophysicienne britannique et professeure de physique à l'université de Princeton. Elle travaille sur l'origine de l'Univers et le fond diffus cosmologique (FDC) à l'aide du télescope cosmologique d'Atacama, de l'observatoire Simons et du Grand Télescope d’étude synoptique (LSST).

## Biographie

### Études
Jo Dunkley étudie à la North London Collegiate School et à l'Université de Cambridge où elle obtient en 2001 un Master of Science (MSci).

### Recherche et carrière
Ses recherches portent sur la cosmologie, étudiant l'histoire de l'Univers à l'aide du télescope cosmologique d'Atacama, l'observatoire Simons et du Grand Télescope d’étude synoptique (LSST),,.
Elle reçoit en 2020 le New Horizons in Physics prize, qui est un prix dédié aux jeunes chercheurs attribué par la fondation Breakthrough.